# Александровка (Советский район, Саратовская область)
Алекса́ндровка — село в Советском районе Саратовской области. Село расположено на берегу реки Нахой.
Основано как немецкая колония Александер-Гей в 1860 году
Население - 1113 (2010)

## Название
Немецкое название Александр-Гей (также Александерге) дано поселению в честь императора Александра II, в переводе с немецкого означало  «Александровская возвышенность» и произошло от имени Александр и немецкого слова нем. Höhe – «высота, возвышенность, холм». Колония также была известна под русскими названиями Александровка и Уральск.

## История
Основано в 1860 году. Поселение было создано из переселенцев, проживавших ранее в материнских колониях Правобережья. Основной причиной, способствовавшей созданию дочерних поселений, стало малоземелье колонистов в материнских колониях. Заселение колонии началось с 1859 года. Колония Александерге принадлежала к Нидеркараманскому (Нижне-Караманскому) округу (с 1871 года - Нижне-Караманской волости) Новоузенского уезда Самарской губернии. В начале 1860-х годов к колонии Александерге приселены жители упраздненной колонии Александердорф.
Во второй половине XIX века из села Александерге наблюдалась эмиграция в Америку. В 1877-1878 годы туда выехало 10 человек.
По сведениям Самарского Губернского Статистического Комитета за 1910 год в селе Александерге считалось 229 дворов с числом жителей 1047 мужского пола, 1094 - женского, всего 2141 душ обоего пола поселян-собственников, немцев лютеран. Количество надельной земли удобной показано 5822 десятин, неудобной - 1520 десятины. Село имело лютеранскую церковь (с 1888 года), волостное правление, 1 судебно-следственное учреждение, больницу, школу, паровую и 2 ветряных мельницы, земский станционный пункт. Село Александерге относилось к лютеранскому приходу Вейценфельд.
После образования трудовой коммуны (автономной области) немцев Поволжья и до ликвидации АССР немцев Поволжья в 1941 году, село Александрге - административный центр Александр-Гейского сельского совета Мариентальского кантона (в 1926 году в Александр-Гейский сельсовет входило одно село Александр-Гей).
В связи с голодом, прокатившемся по Поволжью в 1921-22 гг., произошло резкое сокращение численности населения в крае. В 1921 году в селе родилось 120 человек, умерли - 146. В 1926 году в селе имелись кооперативная лавка, сельскохозяйственное производственное товарищество, начальная школа.
28 августа 1941 года был издан Указ Президиума ВС СССР о переселении немцев, проживающих в районах Поволжья. Немецкое население депортировано, село, как и другие населённые пункты Мариентальского кантона было включено в состав Саратовской области.

## Физико-географическая характеристика
Село находится в Низком Заволжье, в пределах Сыртовой равнины, относящейся к Восточно-Европейской равнине, на правом берегу реки Нахой. Имеются пруды. Высота центра населённого пункта - 55 метров над уровнем моря. В окрестностях населённого пункта распространены тёмно-каштановые почвы солонцеватые и солончаковые. Почвообразующие породы - глины и суглинки.
По автомобильным дорогам расстояние до районного центра посёлка городского типа Степное составляет 23 км, до города Энгельс - 67 км, до областного центра города Саратова - 77 км. В 3 км к востоку от села железнодорожная станция Наливная Приволжской железной дороги.
Климат
Климат умеренный континентальный (согласно классификации климатов Кёппена - Dfa). Многолетняя норма осадков - 437 мм. В течение года осадки распределены относительно равномерно: наибольшее количество осадков выпадает в ноябре - 45 мм, наименьшее в марте - 25 мм. Среднегодовая температура положительная и составляет + 6,6 °С, средняя температура самого холодного месяца января -10,3 °С, самого жаркого месяца июля +22,9 °С.
Часовой пояс
Александровка, как и вся Саратовская область, находится в часовой зоне МСК+1. Смещение применяемого времени относительно UTC составляет +4:00.

## Население
Динамика численности населения по годам:
| 1860 | 1883 | 1889 | 1897 | 1905 | 1910 | 1920 | 1922 | 1923 | 1926 | 1931 | 1987 | 2002 |
| ---- | ---- | ---- | ---- | ---- | ---- | ---- | ---- | ---- | ---- | ---- | ---- | ---- |
| 204  | 1124 | 1130 | 1140 | 1742 | 2141 | 1750 | 1340 | 1418 | 1408 | 1824 | ≈940 | 1159 |

| 2002 | 2010  |
| ---- | ----- |
| 1160 | ↘1113 |